# كاظم عبود
كاظم عبود (1 يوليو 1948-12 يوليو 2018) هو لاعب كرة قدم عراقي سابق لعب للعراق بين عامي 1969 و1970.
في 11 يوليو 2018، توفي عبود عن عمر يناهز 70 عامًا.